# Tino Insana
Silvio Peter "Tino" Insana (Chicago, Illinois, 15 de fevereiro de 1948 – Los Angeles, Califórnia, 31 de maio de 2017) foi um ator e dublador estadunidense, mais conhecido por seus trabalhos em Bubble Guppies, Back at the Barnyard, Bobby's World, e  Goof Troop (1992).

## Filmografia
- 2006 - Barnyard